# Tira reactiva d'orina

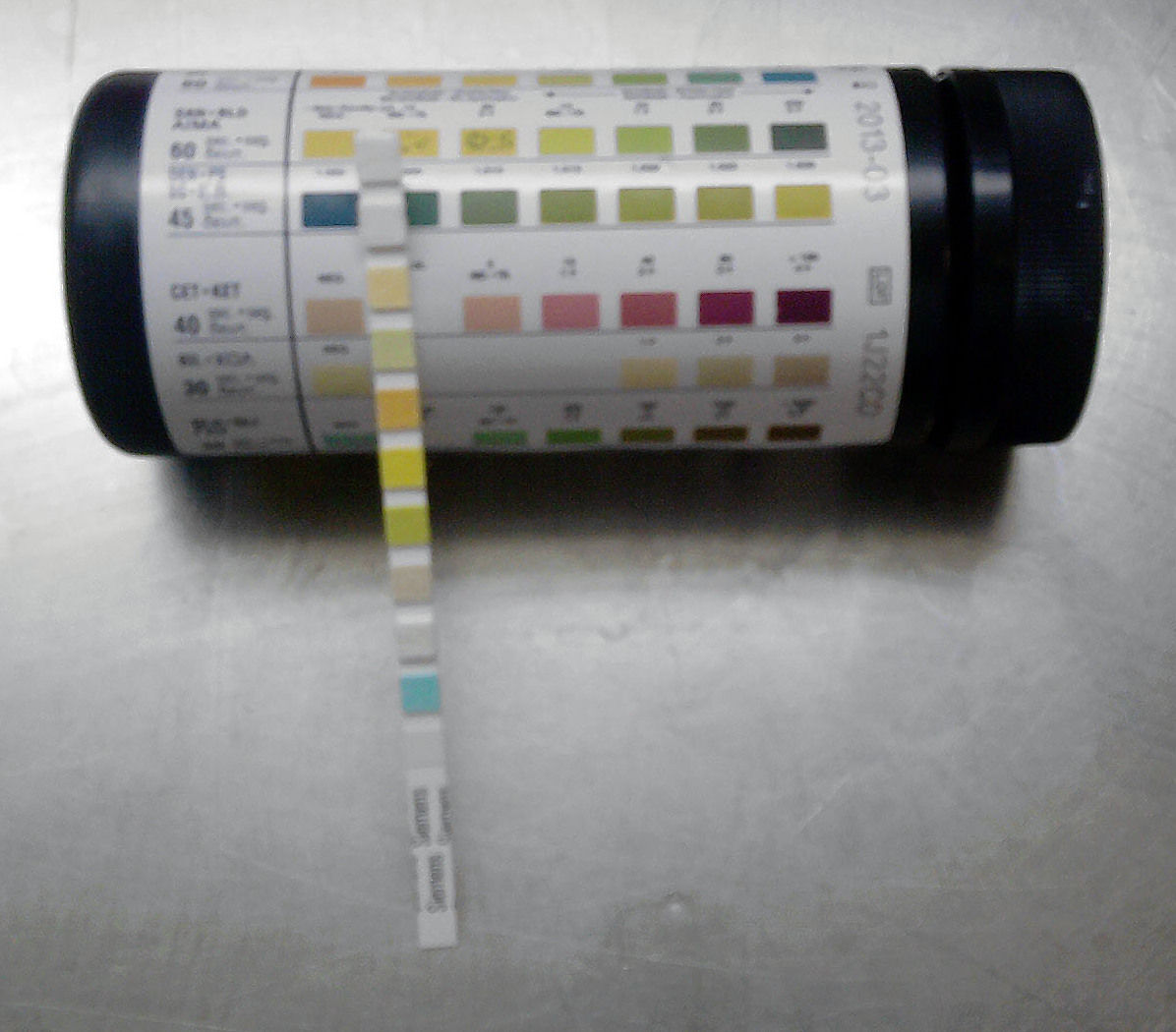
Tires reactives d'orina Multistix (Siemens Medical Solutions Diagnostics) mostrant l'envàs amb l'escala cromàtica proveïda pel fabricant.

Una tira reactiva d'orina és un instrument de diagnòstic bàsic que té per finalitat detectar durant un examen rutinari d'orina alguns dels canvis patològics que poden aparèixer en l'orina d'un pacient.
Les tires reactives utilitzades en l'actualitat proporcionen un mitjà ràpid i simple per dur a terme l'anàlisi química de l'orina, molt important des del punt de vista mèdic. Aquesta anàlisi abasta el pH, la presència de proteïnes, glucosa, cetona, hemoglobina, bilirubina, urobilinogen, nitrits, leucòcits i la densitat de l'orina. D'altra banda, les tires reactives també poden servir per reafirmar la sospita d'infeccions per part de diferents agents patògens.

## Característiques
| Leucòcits    |  |
| Nitrits      |  |
| Urobilinogen |  |
| Proteïnes    |  |
| pH           |  |
| Hemoglobina  |  |
| Densitat     |  |
| Cetones      |  |
| Bilirubina   |  |
| Glucosa      |  |
|              |  |
|              |  |
|              |  |
|              |  |

Les tires reactives d'orina consisteixen en una cinta de plàstic o paper, d'aproximadament 5 mil·límetres d'ample, amb uns coixinets impregnats de substàncies químiques que reaccionen amb els compostos presents a l'orina produint un color característic. Els reactius són absorbits directament per la cinta de paper. Les cintes de paper sovint són específiques per a una única reacció (per exemple, mesurament de pH), mentre que les cintes amb coixinets permeten realitzar diverses anàlisis simultàniament.
Existeixen tires reactives amb diferents objectius. Hi ha tires qualitatives que solament determinen si la mostra és positiva o negativa, i hi ha tires semiquantitatives que a més de brindar una reacció positiva o negativa aproximen un resultat quantitatiu. En aquestes últimes, les reaccions de color són aproximadament proporcionals a la concentració de substància present en la mostra. La lectura dels resultats es realitza comparant els colors obtinguts amb una escala de colors proveïda pel fabricant, sense la necessitat d'aparells addicionals.
Aquest tipus d'anàlisi és molt comú en el control i seguiment dels pacients diabètics. La prova es pot llegir des dels pocs minuts fins a 30 minuts després de la immersió de la tira en l'orina (depenent de la marca del producte que s'estigui utilitzant).
Es poden informar valors semiquantitatius, expressats usualment com a traces, 1+, 2+, 3+ i 4+. A les àrees de prova també es disposa d'una estimació en mil·ligrams per decilitre. Els lectors automatitzats de tires reactives també proporcionen resultats expressats en unitats del Sistema Internacional.

## Tècnica
La metodologia de la prova consisteix a submergir per complet la tira reactiva durant un curt període en una mostra homogenitzada d'orina. A continuació, s'extreu la tira del recipient, recolzant la vora de la tira sobre la boca del recipient per eliminar-ne l'excés d'orina. Es deixa reposar la tira durant el temps necessari perquè tinguin lloc les reaccions i, finalment, es comparen els colors que apareixen amb l'escala cromàtica proveïda pel fabricant. Una tècnica incorrecta pot produir falsos resultats; per exemple, els leucòcits i hematites precipiten en el fons del recipient i poden no ser detectats si la mostra no es barreja bé, i de la mateixa manera, un excés d'orina a la tira després de ser extreta pot produir sobreeiximent dels coixinets, causant que els reactius de coixinets adjacents es barregin distorsionant els colors. Per assegurar que això no passi es recomana assecar la vora de la tira sobre paper absorbent.

## Reaccions en les tires d'orina

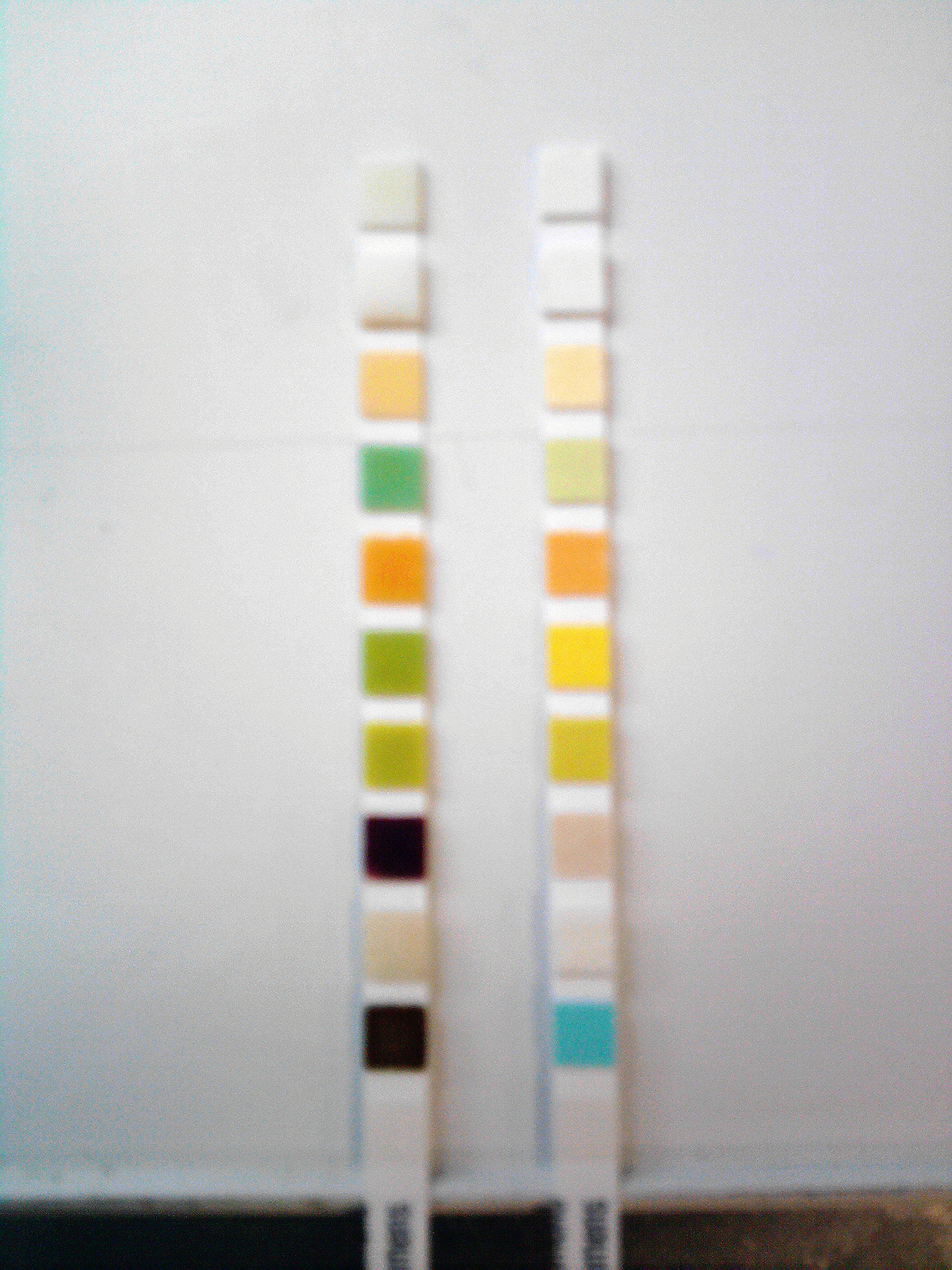
Comparació entre dues tires reactives, una patològica (a l'esquerra, d'un pacient amb diabetis mellitus), i una tira sense reacció. De dalt cap avall, la lectura en la tira patològica és la següent: Leucòcits (-), nitrits (-), urobilinogen (-), proteïnes (+), pH (5), hemoglobina (+), densitat (1.025), cetones (++++), bilirubina (+), glucosa (+++).

### pH
Juntament amb els pulmons, els ronyons són els principals reguladors de l'equilibri àcid-base de l'organisme. Ho fan per mitjà de l'excreció controlada d'hidrògens àcids en forma d'ió amoni, fosfat monohidrogenat, àcids orgànics febles; i per mitjà de la reabsorció d'hidrogencarbonat a partir del filtratge glomerular en els túbuls contornejats. El pH d'una mostra a l'atzar d'orina pot variar entre 4,5 i 8, sent en general més àcida la primera orina del matí i més alcalina després dels menjars. En ser tan àmplia la variació no s'assignen valors de referència normals al pH urinari, i el resultat ha de considerar-se en el context de la resta de paràmetres quantificats. La determinació de pH urinari té dues finalitats principals: una diagnòstica i l'altra terapèutica. D'una banda, proporciona informació sobre l'estat àcid-base del pacient i permet reconèixer les substàncies en forma de cristalls presents en l'orina. D'altra banda, en determinades patologies és convenient mantenir l'orina d'un pacient dins d'un marge estret de pH, ja sigui per afavorir l'eliminació d'agents quimioteràpics, evitar la precipitació de sals que afavoreixen la formació de càlculs, o per facilitar el control d'una infecció urinària.
El control del pH urinari es realitza principalment regulant la dieta, encara que també es pot fer ús de medicacions. Les dietes riques en proteïnes animals tendeixen a produir orines àcides, mentre que les dietes compostes principalment per vegetals tendeixen a produir orines alcalines.
Les marques comercials mesuren el pH en augments de 0,5 a 1 unitat entre els pH 5 i 9. Per diferenciar el pH en aquest ampli rang es fa servir sovint un sistema d'indicador doble de vermell de metil i blau de bromotimol. El vermell de metil produeix un canvi de color del vermell al groc en el rang de pH de 4 a 6, i el blau de bromotimol vira del groc al blau en el rang de 6 a 9. En el rang de 5 a 9 mesurat per les tires s'observen colors que progressen de l'ataronjat a pH 5, passant pel groc i verd, fins al blau fosc a pH 9.

### Proteïnes
L'orina normal té una escassa quantitat de proteïnes. En general, se n'excreta menys de 10 mg/dl o 100 mg en 24 hr. Aquestes proteïnes són sobretot de baix pes molecular, filtrades a través del glomèrul, i proteïnes produïdes en el tracte genitourinari. Donat el seu baix pes molecular l'albúmina és la principal proteïna sèrica que hi ha a l'orina. Encara que l'albúmina sigui la principal proteïna sèrica, normalment es troba en poca quantitat en orina perquè la major part no es filtra per glomèrul, i una gran part de la que es filtra es reabsorbeix en els túbuls. Altres proteïnes que es poden trobar en petites quantitats a l'orina són les microglobulines del sèrum i tubulars, la proteïna de Tamm-Horsfall produïda pels túbuls, i les proteïnes de la secreció prostàtica, seminal i vaginal. La presència de proteïnes en orina requereix altres proves per determinar si és a causa d'un quadre normal o patològic. La proteïnúria pot ser el primer símptoma de nefropatia renovascular, glomerular o túbulointersticial, o pot representar l'excés de proteïnes anormals en malalties com el mieloma múltiple.

La prova de proteïnes en orina de les tires reactives es basa en el principi d'error proteic dels indicadors per produir una reacció colorimètrica visible. Aquest principi es basa en el fet que alguns indicadors de pH canvien de color davant la presència de proteïnes encara que el pH es mantingui constant. Això es deu al fet que les proteïnes (i especialment l'albúmina) adquireixen ions hidrogen a costa de l'indicador, a causa que els grups amino de les proteïnes són acceptors eficients d'ions H+. Depenent del fabricant, l'àrea de proteïnes de la tira conté blau de tetrabromofenol o 3',3,5',5-tetraclorofenol-3,4,5,5-tetrabromosulfonftaleina, i una substància amortiguadora àcida, per mantenir el pH a un nivell constant. A pH 3 i en absència de proteïnes tots dos indicadors apareixen de color groc, i en augmentar la concentració de proteïna el color progressa per diverses tonalitats de verd, fins a arribar finalment a blau fosc.
Els principals problemes amb les tires de proteïnes són, en primer lloc, que les orines molt alcalines anul·len el sistema amortidor àcid i produeixen un color no relacionat amb la presència de proteïnes. Un altre error similar és el que es produeix en deixar massa temps la tira submergida en la mostra d'orina. Un inconvenient a tenir en compte és que les tires d'orina detecten principalment albúmina, per la qual cosa pot haver-hi un cert grau de proteïnúria (p. ex. per presència de la proteïna de Bence Jones) sense que les tires registrin un gran augment proteic.

### Glucosa
En circumstàncies normals, gairebé tota la glucosa filtrada pel glomèrul és reabsorbida en la zona del túbul contornejat proximal. Si la concentració de glucosa en sang augmenta, com succeeix en la diabetis mellitus, se supera la capacitat de reabsorció tubular o llindar renal de reabsorció de la glucosa i la glucosa apareix en l'orina. Per a la glucosa aquest llindar és d'entre 160–180 mg/dl. Les concentracions de glucosa varien en un mateix individu i una persona sana pot presentar glucosúria transitòria després d'un menjar abundant en sucres, per la qual cosa els resultats més indicatius s'obtenen de mostres d'orina obtingudes passades almenys dues hores des de l'últim menjar.
Les tires d'orina basen la detecció de glucosa en la reacció enzimàtica de la glucosa oxidasa. Aquest enzim catalitza l'oxidació de la glucosa per l'oxigen ambiental per formar D-glucono-δ-lactona i peròxid d'hidrogen. En una segona reacció acoblada, l'enzim peroxidasa catalitza la reacció entre el peròxid i un cromogen (una substància que adquireix color després d'una reacció química), per formar un compost acolorit que indica la concentració de glucosa.
1. Reacció catalitzada per la glucosa oxidasa: Glucosa + O₂ → D-glucono-δ-lactona + H₂O
2. Reacció catalitzada per peroxidasa: H₂O₂ + Cromogen → Cromogen oxidat (acolorit) + H₂O
Com tots els mètodes enzimàtics, la reacció és específica per a la glucosa, però hi pot haver alguns falsos positius a causa de la presència de restes d'agents oxidants forts o peròxid dels desinfectants en l'instrumental del laboratori.

### Cetones
El terme cetones o cossos cetònics representa en realitat tres productes intermedis en el metabolisme dels àcids grassos: l'acetona, l'àcid acetoacètic i l'àcid betahidroxibutíric. En general, en l'orina no apareixen grans quantitats de cetones ja que aquestes substàncies es metabolitzen completament per produir energia, diòxid de carboni i aigua. No obstant això, quan el metabolisme dels hidrats de carboni es troba alterat, es produeixen trastorns metabòlics que condueixen a l'aparició de cetones a l'orina com a producte del metabolisme de les reserves grasses de l'organisme.
L'augment en el metabolisme dels greixos es pot produir per inanició o malabsorció, incapacitat de metabolitzar hidrats de carboni (com succeeix per exemple en la diabetis), o perdudes degudes a vòmits freqüents.
El control de cetones urinàries és d'especial utilitat en el maneig i monitoratge de la Diabetis mellitus de tipus 1. La cetonúria indica deficiència d'insulina, la qual cosa indica la necessitat de regular la dosi. L'augment de concentració de cetones en sang produeix un desequilibri electrolític, deshidratació i, si no es corregeix, acidosi i finalment coma diabètic.
Els tres compostos cetònics apareixen en diferent proporció en l'orina, tot i que aquestes proporcions són relativament constants en diferents mostres ja que tant l'acetona com l'àcid betahidroxibutíric es produeixen a partir de l'àcid acetoacètic.
Les proves de tira reactiva es basen en la reacció del nitroprussiat (nitroferricianur). En aquesta reacció l'àcid acetoacètic en medi alcalí reacciona amb el nitroprussiat de sodi per produir un complex de color magenta:
- Na₂[Fe(CN)₅(NO)] + CH₃COCH₂COOH + 2Na(OH) → Na₄[Fe(CN)₅-N=CHCOCH₂COOH] (magenta) + H₂O
- Nitroprussiat + Àcid acetoacètic + Medi bàsic → Complex rosa-magenta + H₂O

La prova no mesura l'àcid hidroxibutíric, i només és lleument sensible a l'acetona quan s'afegeix glicina a la reacció. Tot i això, com aquests compostos provenen de l'àcid acetoacètic, pot pressuposar-se la seva existència i no és necessària una demostració selectiva. Les medicacions que contenen grups sulfhidril, com el mercaptoetan sulfonat sòdic (MESNA), el captopril i la levodopa, poden donar coloracions atípiques. En mostres conservades inadequadament pot tenir lloc una disminució falsa dels valors a causa de volatilització i degradació bacteriana.

### Hemoglobina i mioglobina

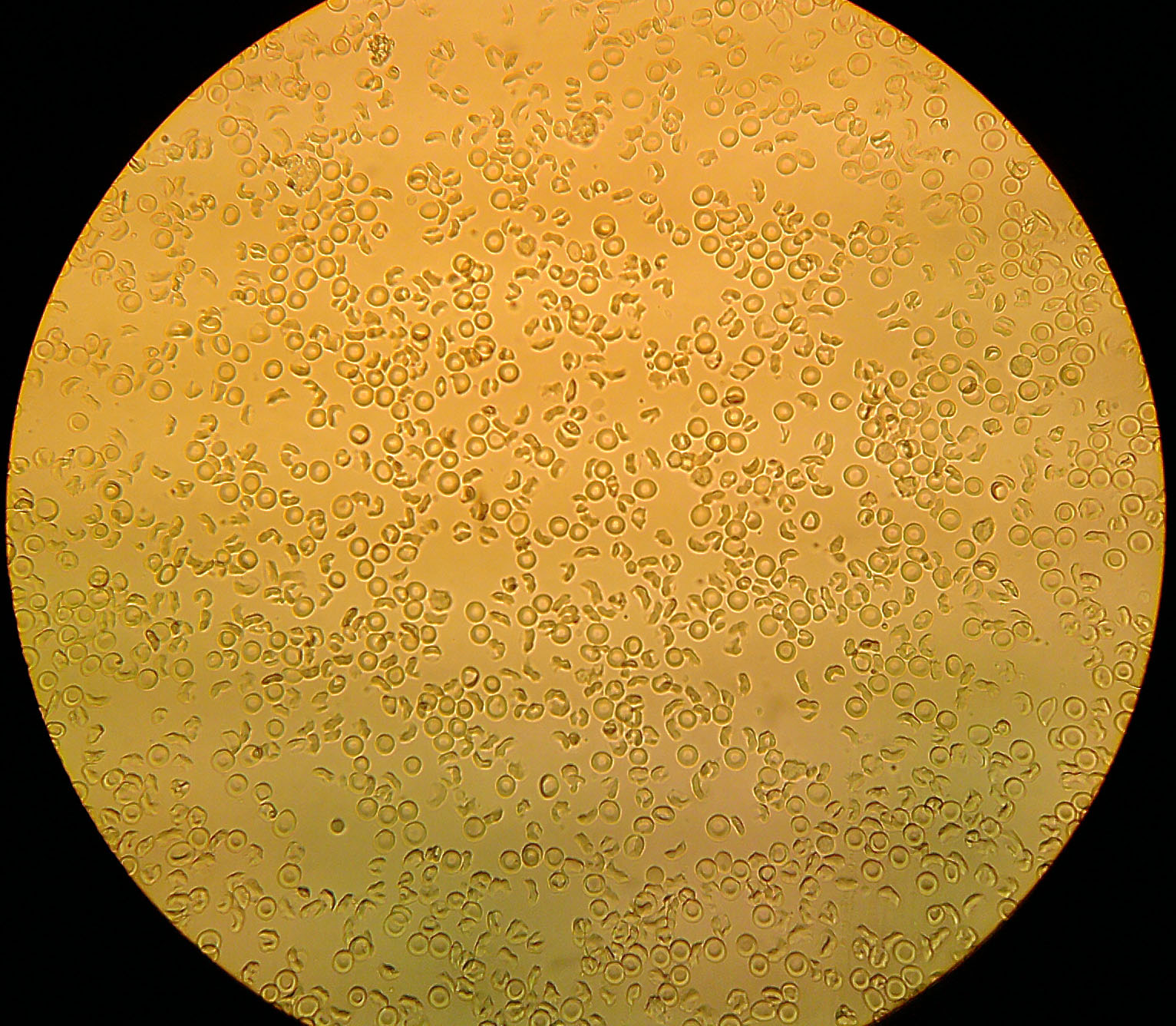
Aspecte al microscopi d'una hematúria macroscòpica, s'aprecia clarament la forma de disc bicòncau dels glòbuls vermells, encara que no sempre és possible trobar-los en bon estat de conservació.

La presència de sang en l'orina és, de tots els paràmetres usualment testejats, el que més es relaciona amb un dany traumàtic en els ronyons o en la via genitourinària. Les causes més freqüents d'hematúria són: nefrolitiasi, malaltia glomerular, tumors, pielonefritis, exposició a nefrotòxics, i tractament anticoagulant. L'hematúria sense importància patològica s'observa després de l'exercici extenuant i durant la menstruació. La quantitat d'eritròcits en orina normal no ha de superar els 3 per camp de gran augment.
També pot aparèixer hemoglobinúria, no detectable al microscopi a conseqüència de la lisi dels hematies en la via urinària (especialment en orines alcalines i diluïdes), o de l'hemòlisi intravascular. En condicions normals, la formació de complexos d'haptoglobina-hemoglobina impedeix la filtració glomerular de l'hemoglobina, però si l'hemòlisi és extensa se supera la capacitat de captació de l'haptoglobina i l'hemoglobina pot aparèixer en l'orina. Poden causar hemoglobinúria les anèmies hemolítiques, les transfusions de sang, les cremades extenses, les picades de l'aranya marró dels racons (Loxosceles), les infeccions i l'activitat física extenuant.
La tira reactiva per a sang es basa en l'activitat pseudoperoxidasa de l'hemoglobina per catalitzar una reacció entre peròxid d'hidrogen i el cromogen tetrametilbencidina per produir un producte oxidat de color blau fosc. Depenent de la quantitat d'hemoglobina, el color pot variar de verd a blau fosc.
- Reacció catalitzada per l'hemoglobina com a peroxidasa: H₂O₂ + Cromogen → Cromogen oxidat (acolorit) + H₂O

La reacció no és exclusiva de l'hemoglobina sanguínia i altres globines amb grups hemo com la mioglobina poden catalitzar la mateixa reacció.
La mioglobina no només reacciona de manera positiva en la prova de tira reactiva per a sang, sinó que també pot produir orina límpida de color vermell a marró. La presència de mioglobina en lloc d'hemoglobina pot ser causada per patologies associades amb destrucció muscular (rabdomiòlisi), tals com traumatismes, la síndrome d'aixafament, un coma perllongat, convulsions, atròfia muscular progressiva, alcoholisme, abús d'heroïna i activitat física extenuant.
La fracció hemo d'aquestes proteïnes és tòxica per als túbuls renals, i les concentracions elevades poden provocar insuficiència renal aguda.
Per distingir entre hemoglobinúria i mioglobinúria es pot utilitzar una prova de precipitació amb sulfat d'amoni. Aquesta consisteix a afegir 2,8 grams de sulfat d'amoni a 5 ml d'orina centrifugada, barrejar-ho bé, i després de 5 minuts filtrar la mostra i centrifugar-la novament. L'hemoglobina precipita amb el sulfat d'amoni, mentre que la mioglobina no. En analitzar el sobrenedant amb una tira per a sang donarà positiu en cas de tractar-se de mioglobina, però negatiu si és hemoglobina.
La prova pot donar falsos positius deguts a la presència d'oxidants forts o peròxid en el material de laboratori utilitzat per a l'anàlisi.

### Bilirubina
La bilirubina és un compost molt pigmentat producte de la degradació de l'hemoglobina. L'hemoglobina alliberada després que el sistema reticuloendotelial del fetge i la melsa retiri de la circulació als eritròcits envellits és degradada en els seus components ferro, protoporfirina i proteïna. Les cèl·lules del sistema reticuloendotelial converteixen la protoporfirina en bilirubina no conjugada que passa a la circulació sistèmica unida a proteïna, especialment a l'albúmina. Aquesta bilirubina no es pot filtrar al ronyó ja que està unida a una proteïna, i és conduïda al fetge on es conjuga amb àcid glucurònic per formar bilirubina hidrosoluble o conjugada. Aquesta bilirubina conjugada no hauria d'aparèixer en orina, ja que és excretada directament cap a l'intestí amb la bilis. En l'intestí, els bacteris intestinals redueixen la bilirubina a urobilinogen, que després és oxidat i excretat amb la femta en forma d'urobilina.
La bilirubina conjugada apareix en orina quan s'altera el cicle normal de degradació a causa d'una obstrucció en els conductes biliars, o quan es lesiona la integritat funcional del fetge, permetent que la bilirubina conjugada passi cap a la circulació sanguínia (p. ex. en l'hepatitis o en la cirrosi hepàtica).
La detecció de bilirubina urinària proveeix un indici primerenc d'hepatopatia i la seva presència o absència pot utilitzar-se per determinar les causes d'icterícia clínica.
La icterícia producte de la destrucció accelerada d'eritròcits no produeix bilirrubinúria, ja que la bilirubina es troba en la forma no conjugada i els ronyons no poden excretar-la.
Les tires reactives utilitzen una reacció de diazotació per detectar la bilirubina. La bilirubina es combina amb una sal de diazoni (2,4-dicloroanilina o 2,6-diclorobenzè-diazoni-tetrafluoroborat) en un medi àcid per produir un colorant azoic amb colors que varien del rosat al violeta:
- Reacció en medi àcid: Glucurònid de bilirubina + Sal de diazoni → Colorant azoic (violeta)

Els falsos positius en aquesta reacció es deuen a pigments no usuals en orina (p. ex. els metabòlits de fenazopiridina de color groc-taronja, l'indican, i els metabòlits del medicament Lodine (etodolac)). Els falsos negatius poden deure's a mostres mal conservades, ja que la bilirubina és fotosensible i sofreix un procés de fotooxidació a biliverdina quan és exposada a la llum, o per hidròlisi del glucurònid que produeix bilirubina lliure, ja que aquesta última és menys reactiva.

### Urobilinogen
Quan la bilirubina conjugada s'excreta pel conducte biliar cap a l'intestí, els bacteris intestinals la converteixen en una mescla d'urobilinogen i estercobilinogen. Part de l'urobilinogen es reabsorbeix des de l'intestí cap a la sang, recircula al fetge, i es torna a excretar. Una petita part d'aquest urobilinogen recirculant es filtra pel ronyó i apareix en l'orina (menys d'1 mg/dl en orina). L'estercobilinogen no pot reabsorbir-se i roman en l'intestí.
La deterioració de la funció hepàtica disminueix la capacitat del fetge per processar el urobilinogen recirculant. L'excés que queda en la sang es filtra pels ronyons i apareix en l'orina. Quan es produeixen trastorns hemolítics, augmenta la bilirubina no conjugada circulant i causa un augment en la excreció hepàtica de bilirubina conjugada, produint majors quantitats d'urobilinogen que resulten en un augment en la reabsorció, recirculació i excreció renal d'urobilinogen.
Les reaccions que es produeixen en la tira reactiva varien segons el fabricant, però n'hi ha dues que són les més utilitzades. D'una banda. alguns fabricants utilitzen la reacció d'Ehrlich (1) en la qual l'urobilinogen reacciona amb el p-dimetilaminobenzaldehid (reactiu d'Ehrlich) per produir colors que varien del rosa clar al rosa fosc. Altres fabricants utilitzen una reacció d'acoblament diazo (2) que utilitza 4-metoxibenzè-diazoni-tetrafluoroborat per produir colors que varien del blanc al rosa. Aquesta última reacció és més específica.
1. Reacció en la tira Multistix (en medi àcid): Urobilinogen + p-dimetilaminobenzaldehid → Colorant vermell
2. Reacció en la tira Chemstrip (en medi àcid): Urobilinogen + 4-metoxibenzè-diazoni-tetrafluoroborat → Colorant azoic vermell

Hi ha diverses substàncies que poden interferir en la reacció d'Ehrlich a la tira Multistix: porfobilinogen, indican, àcid p-aminosalicílic, sulfonamida, metildopa, procaïna i clorpromacina. La sensibilitat de la reacció augmenta amb la temperatura i això fa que la reacció s'hagi de realitzar a temperatura ambient. Poden aparèixer falsos negatius amb mostres mal conservades, perquè l'urobilinògen pateix fotooxidació a urobilina, la qual no reacciona. El formol utilitzat com a conservant produeix falsos negatius en les dues reaccions.

### Nitrits
La prova de nitrits proveeix un mètode ràpid de cribratge per determinar possibles infeccions asimptomàtiques causades per bacteris reductors del nitrat. Algunes espècies de bacteris gramnegatius que causen infeccions urinàries freqüentment (Escherichia coli, Enterobacter, Klebsiella, Citrobacter i Proteus) posseeixen enzims que redueixen el nitrat present en l'orina a nitrit. La prova té com a finalitat realitzar un cribratge ràpid per detectar ràpidament possibles infeccions per bacteris entèrics, però no substitueix a l'urocultiu ni a l'examen microscòpic com a proves diagnòstiques ni de monitoreig, ja que molts altres microorganismes que no redueixen el nitrat (bacteris grampositius i llevats) també poden causar infeccions urinàries.
Les tires reactives detecten el nitrit per mitjà de la reacció de Greiss en la qual el nitrit reacciona en medi àcid amb una amina aromàtica (àcid para-arsanílic o sulfanilamida) per formar una sal de diazoni que a continuació es fa reaccionar amb una tetrahidrobenzoquinolina per produir un colorant azoic de color rosa.
1. En medi àcid: Àcid para-arsanílic o sulfanilamida + NO₂ → Sal de diazoni
2. En medi àcid: Sal de diazoni + tetrahidrobenzoquinolina → Colorant azoic rosa

La prova de nitrits no és especialment fiable, i els resultats negatius en presència de símptomes clínics no són poc freqüents, per la qual cosa no s'ha de prendre com un resultat concloent. Els microorganismes no reductors de nitrat no donen un resultat positiu, i els bacteris reductors han de romandre en contacte amb el nitrat el temps suficient per produir quantitats detectables de nitrits (primera orina del matí o almenys 4 hores de retenció urinària). A més, grans quantitats de bacteris poden produir la reducció total del nitrit fins a formar nitrogen, la qual cosa genera un resultat negatiu, l'administració d'antibiòtics inhibeix el metabolisme bacterià causant resultats negatius tot i que hi hagi bacteriúria, i algunes substàncies com l'àcid ascòrbic competeixen amb la reacció de Greiss podent produir resultats falsament disminuïts.

### Leucòcits

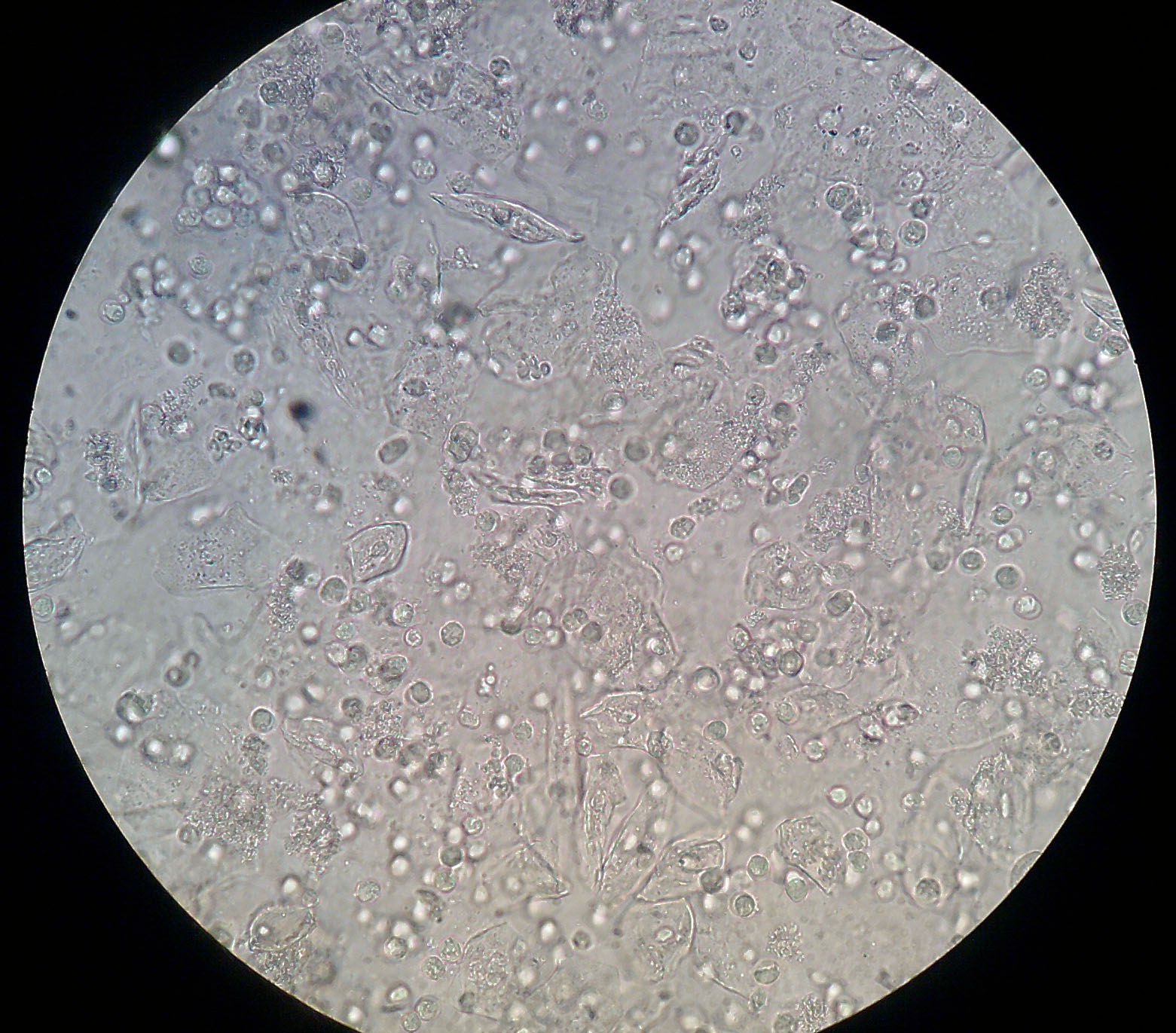
Una mostra de sediment urinari d'un pacient amb infecció urinària. S'hi observen leucòcits (petits, rodons i granulats), hematies (rodons, petits i amb aspecte bicòncau) i cèl·lules epitelials (grans i polièdriques). La prova de l'esterasa leucocitària és indicativa i no reemplaça a l'examen microscòpic d'orina.

Normalment poden aparèixer leucòcits en l'orina. Es considera un valor normal entre 0 i 3 (a vegades 5) leucòcits per camp de gran augment (40X), i les dones tendeixen a presentar valors lleugerament superiors a causa de la contaminació vaginal. Valors augmentats de leucòcits urinaris són indicatius d'infeccions urinàries. La tira reactiva per a leucòcits detecta l'esterasa leucocitària, un enzim present en els grànuls azuròfils de monòcits i granulòcits (neutròfils, eosinòfils i basòfils). Els bacteris, els limfòcits i les cèl·lules epitelials del tracte genitourinari no contenen esterases. Els neutròfils són els leucòcits que més freqüentment s'associen a infeccions urinàries. Una prova d'esterasa leucocitària positiva sol acompanyar-se de la presència de bacteris i una prova de nitrit positiva (tot i que no sempre és així). Les infeccions causades per Trichomonas, Chlamydia i llevats produeixen leucocitúria sense bacteriúria. La inflamació dels teixits renals (nefritis intersticial) pot produir leucocitúria, i especialment les nefritis intersticials tòxiques amb predomini d'eosinòfils.
La prova d'esterasa leucocitària només és indicativa, i no ha de ser la única base d'un diagnòstic, ja que no pot reemplaçar l'examinació microscòpica ni l'urocultiu.
La reacció de la tira reactiva es basa en l'acció de l'esterasa leucocitària per catalitzar la hidròlisi d'un èster d'àcid indolcarboxílic. L'indoxil alliberat es combina amb una sal de diazoni per produir un colorant azoic de color violeta.
1. Reacció catalitzada per l'esterasa leucocitària: Èster d'àcid indolcarboxílic → Indoxil + Àcid
2. En medi àcid: Indoxil + Sal de diazoni → Colorant azoic violeta

La reacció de l'esterasa és la que més temps requereix (al voltant de 5 minuts). La presència d'agents oxidants forts o formol causa falsos positius. Els falsos negatius s'associen a una concentració elevada de proteïnes (superior a 500 mg/dl), glucosa (superior a 3 g/dl), àcid oxàlic i àcid ascòrbic. Orines amb alta densitat poden provocar la crenació dels leucòcits, que pot impedir l'alliberament de les esterases.

### Densitat
La capacitat dels ronyons per reabsorbir aigua des del filtrat glomerular és una de les funcions més importants de l'organisme. El complex procés de reabsorció sol ser una de les primeres funcions renals a veure's afectades per una patologia. La densitat de l'orina és una mesura de la densitat de les substàncies dissoltes en ella i depèn del nombre de partícules i de la massa d'aquestes. Les molècules amb molta massa contribueixen més a la densitat que les molècules petites, per la qual cosa no s'ha de confondre la utilitat de la densitat urinària amb la utilitat de la mesura de l'osmolaritat, que està més relacionada amb el nombre de partícules que amb la seva massa.
La prova de la tira reactiva per a densitat es basa en el canvi de la constant de dissociació (pKa) d'un polielectròlit aniònic (poli-(metil vinil èter/anhídrid maleic)) en un medi bàsic, el qual s'ionitza i allibera ions hidrogen en proporció al nombre de cations presents en la solució. Com més gran és la concentració de cations en l'orina, més hidrògens s'alliberen i, per tant, disminueix més el pH. El coixinet de la tira reactiva conté blau de bromotimol, que mesura aquest canvi en el pH. És convenient tenir en compte que la tira reactiva mesura solament concentració de cations, per la qual cosa pot ocórrer que una orina amb gran quantitat de soluts no iònics (com la glucosa o la urea) o amb compostos d'alt pes molecular (com el contrast radiològic) brindi un resultat falsament menor al d'una mesura per densitometria. Els colors varien de blau fosc (lectura de 1.005) fins a groc (lectura de 1.030).
1. En medi bàsic: Polielectròlit-H + Cations+ → Polielectròlit-Cations + nH+
2. En medi bàsic: H+ + Blau de bromotimol (Blau) → Blau de bromotimol-H+ (Groc)

Les concentracions elevades de proteïna produeixen un augment lleu a conseqüència de l'error proteic de l'indicador, mentre que les mostres amb pH superior a 6.5 donen lectures menors a conseqüència del viratge de l'indicador, per la qual cosa els fabricants recomanen afegir 5 unitats a la lectura de densitat quan el pH és major a 6.5.

## Analitzador d'orina
Existeixen analitzadors d'orina electrònics per fer múltiples anàlisis amb les tires reactives, que analitzen calci, sang, glucosa, bilirubina, urobilinogen, cetones, leucòcits, creatinina, microalbúmina, pH, àcid ascòrbic i proteïnes.